# Kemuning Hulu
Kemuning Hulu is een bestuurslaag in het regentschap Aceh Timur van de provincie Atjeh, Indonesië. Kemuning Hulu telt 439 inwoners (volkstelling 2010).